# Toshiya Tanaka
Toshiya Tanaka (Gunma, 2 de dezembro de 1997) é um futebolista profissional japonês que atua como defensor.

## Carreira
Toshiya Tanaka começou a carreira no Kashima Antlers.